# Chemin de fer industriel Río Gallegos - Río Turbio
Pour les articles homonymes, voir CFI.
Le Chemin de fer industriel Rio Gallegos-Rio Turbio ou CFI - en espagnol Ramal Ferroviario Industrial de Rio Turbio - est une entreprise de transport ferroviaire de houille ; elle est basée à Río Turbio, au sud de  Argentine.

## Histoire
Le Chemin de fer industriel Rio Gallegos-Río Turbio a été créé en 1954 par la Yacimientos Carboniferos Fiscales (YCF), l'entreprise exploitant les mines de houille de Patagonie. La ligne a été construite pour mieux exploiter ces mines (découvertes en 1880 et qui ont commencé à être exploitées en 1946), car leur production était amenée en camions à vapeur à Rio Gallegos, ce qui diminuait nettement la production vendue par le fait que ces camions en consommaient une grande partie pendant le voyage. La ligne a été construite par le Ministère des transports argentin en 1950, qui la remit au YCF une fois finie en 1954, qui créa sa compagnie privée.

## Caractéristiques de la ligne exploitée
- Longueur : 260 km
- Terminus : Rio Gallegos - Río Turbio
- Nombre de gares intermédiaires : 8
- Profil de la ligne : Ligne assez sinueuse suivant les courbes de niveau
- Écartement : 750 mm
- Genre de trafic : Charbon
  - Tonnes transportées : 12 millions et plus
  - Maximum de tonnes en une année : 592 000 t en 1979

## Source
- C. Lamming, L'atlas des trains d'exceptions, Atlas, 2005, Issy-les-Moulineaux